# Rosario López (artista)

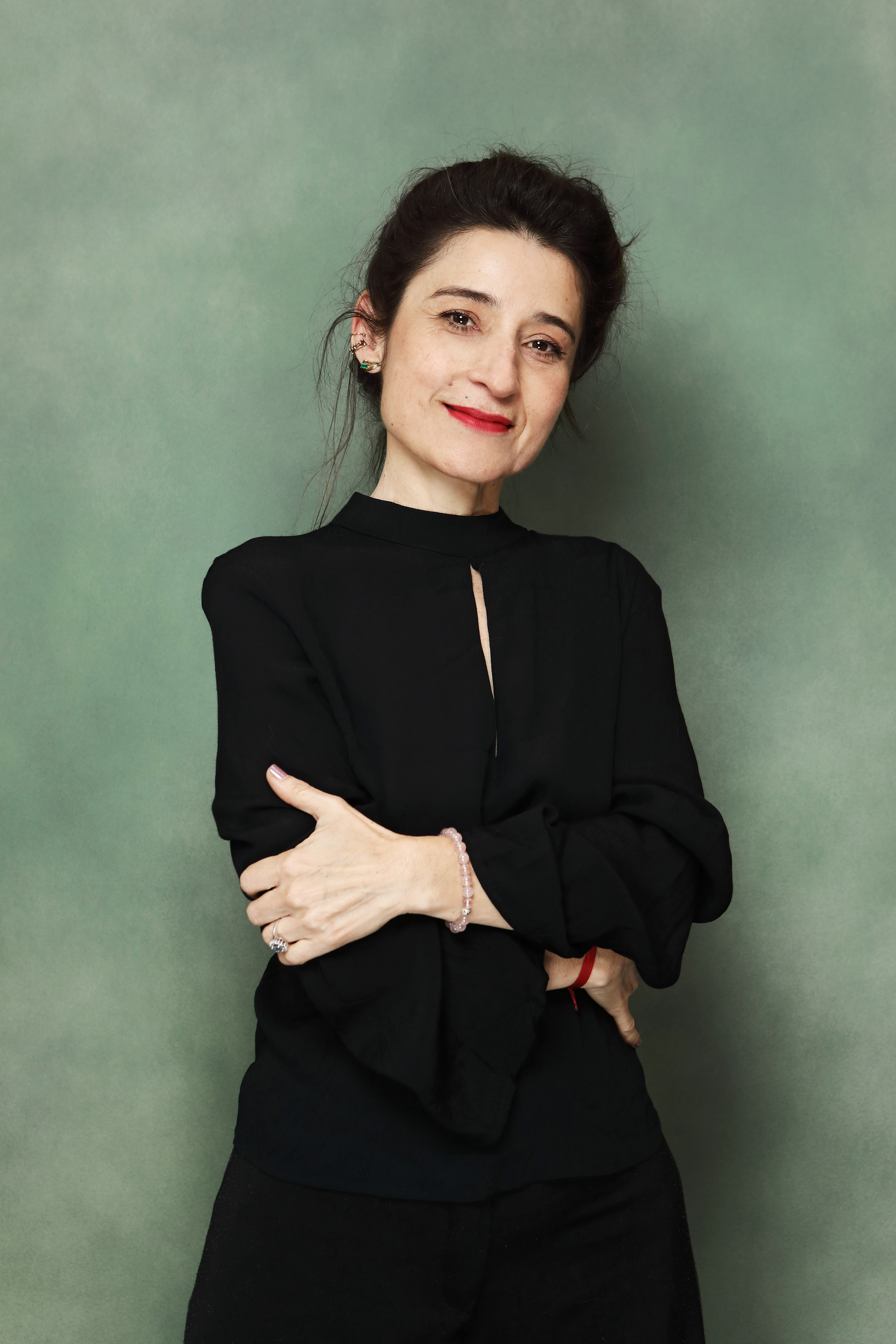
Rosario López. Fotografía de Sebastián Jaramillo

Rosario López (Bogotá, 1970) es una artista contemporánea colombiana.
Estudió inicialmente diseño textil, titulándose en Artes Plásticas y Visuales en la Universidad de los Andes. Cuenta con una maestría en Fine Arts en el Chelsea College of Art and Design (Londres), centro de excelencia por el que han pasado creadores hispanoamericanos como Cristina Iglesias, Clemencia Echeverri, Gerardo Rosales, y Johanna Calle, entre otros.
Expone individual y colectivamente desde 2001. Representó a Colombia en la  Biennale di Venezia (2007), lo que le otorgó reconocimiento internacional. Ganadora de la VII Bienal de Arte de Bogotá (2000) y del Marianne Palotti Felloship Award, entre otras distinciones. El Ministerio de Cultura de Colombia ha reconocido su trabajo con diversas becas de creación,  y ha participado en numerosas residencias artísticas a nivel mundial
Su obra se encuentra en importantes colecciones institucionales, destacándose las  del Ministerio de Cultura de Francia, los Museo de Arte Moderno de Bogotá'y de Lima, y el Banco de la República (Colombia)', y privadas, entre ellas las de César Gaviria y Simón Chehevar en Colombia, la Hermes (Francia), y la colección Berge (España).Ha expuesto alrededor del mundo, entre otros países en Francia, Italia, España, México, Australia.   
Su trabajo se ha presentado en instituciones como la Fundacion Cartier (Francia), el Museo Amparo (Puebla), el Centro de la Imagen (México D.F.), el Museo Nacional de Bellas Artes de Quebec, Miami Art Basel, Real Fábrica de Tapices de Madrid, y en SP Arte Brasil, entre otras.

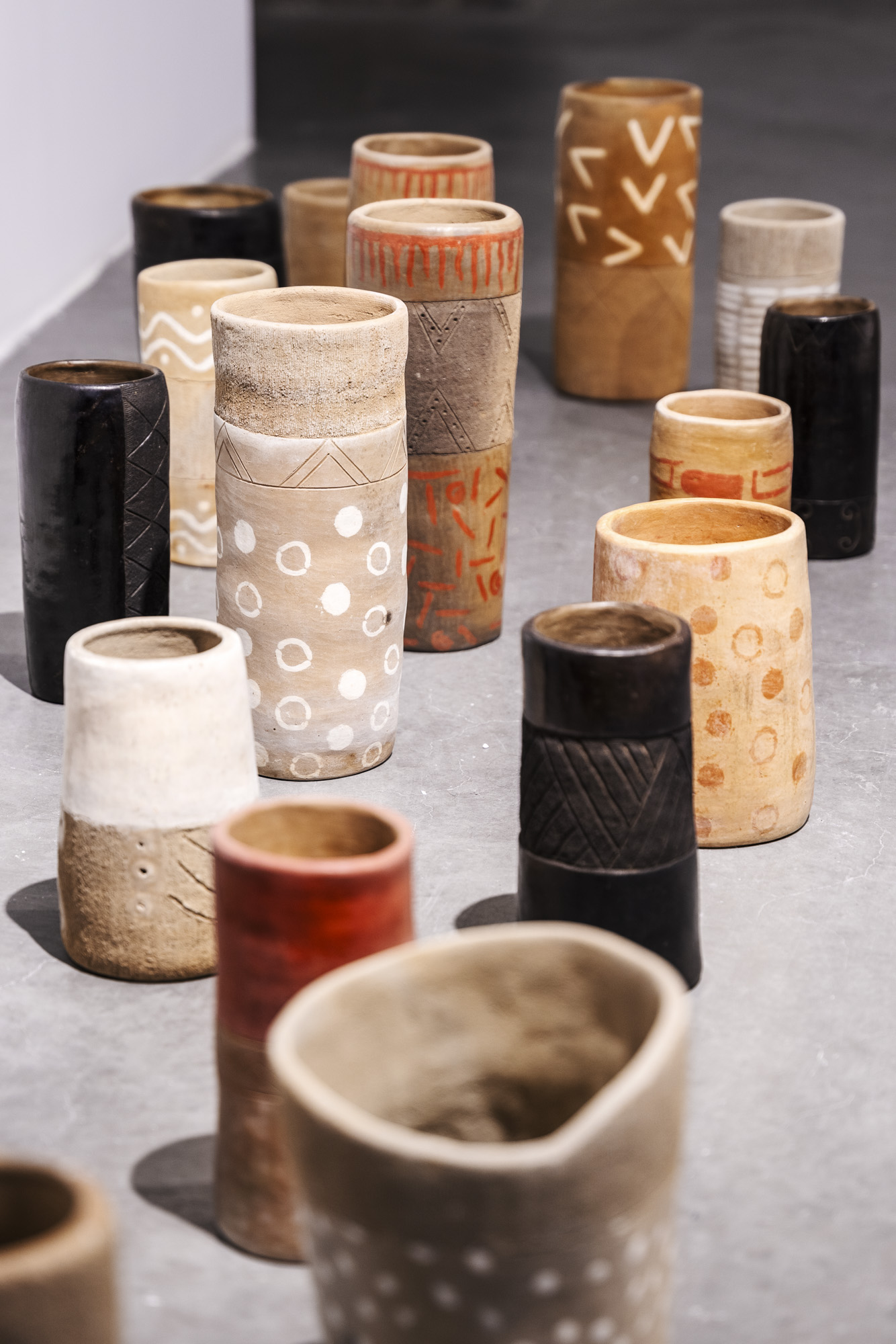
"Volver a Monsu". Art Basel Miami 2024. Cerámica

Ha acompañado su práctica artística con la formación de nuevas generaciones de creadores en la  Universidad Nacional de Colombia desde 1999, donde  coordinó el  Programa de Maestría de Artes Plásticas y Visuales, y fue profesora visitante en el Centro de Creación de la Universidad de Canberra (Australia).
Su página oficial es https://rosariolopez.info/ y
https://www.instagram.com/rosariolopezartista/

## Obra

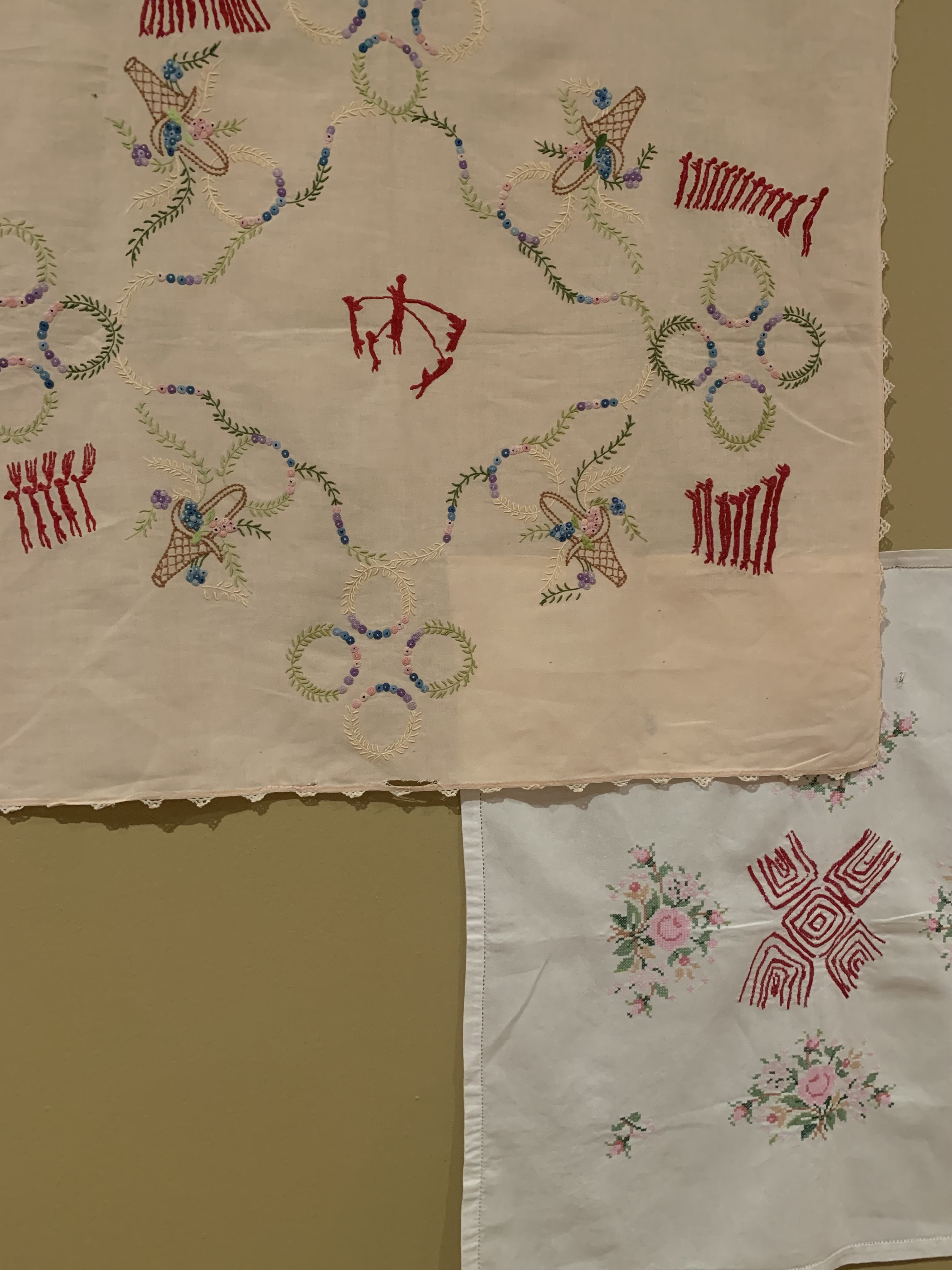
Detalle de "El mapa no es territorio" en la exposición Sembrar la Duda en el Banco de la República, (2024).

Rosario López crea esculturas blandas a través de las que aborda la conexión entre el arte, la vida cotidiana y las expresiones culturales de distintas comunidades, reinterpretándolas a través de un lenguaje artístico contemporáneo y de vanguardia.
Su trabajo es el resultado de una rigurosa investigación que combina la fotografía como herramienta clave, con la exploración de diversos lugares y tradiciones artísticas (desde pinturas rupestres en la selva amazónica hasta tapices medievales en España, Francia y Bélgica) y con el estudio de la interrelación entre múltiples elementos del entorno, sus cosmogonías, y el manejo del espacio, entre otros. 
Utiliza un  vocabulario estético versátil, que emplea una amplia variedad de materiales, como textiles, madera, arcilla, metales, vegetales y minerales, transformados mediante técnicas como ensamblajes, bordado, y cerámica .
Suele jugar  con elementos intangibles como el viento (trampas de viento) la luz o el vacío,(esquinas visuales) creando piezas significativas, que pueden describirse como poemas visuales  que resuenan de manera profunda en el espectador y lo ponen en conversación con otras realidades (anatomía del paisaje) y formas de ver con el mundo, en ocasiones desafiando sesgos coloniales o de género.
Con una obra que cuenta historias universales y profundamente humanas, invita a reflexionar sobre la relación de la identidad con el entorno que se habita, se posiciona como una artista latinoamericana de prestigio internacional.

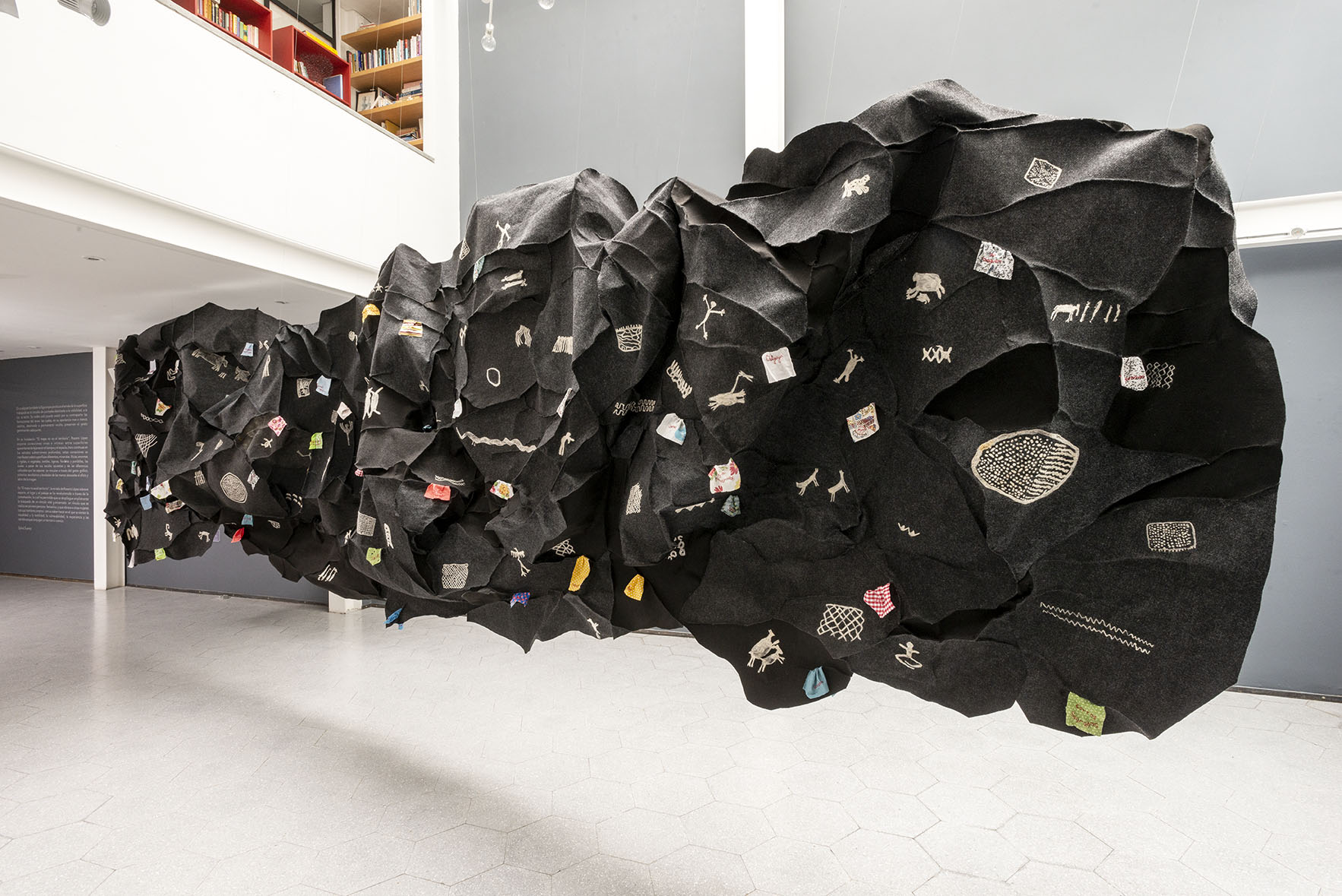
Tapiz de gran formato. 2022.(Cortesia Mmaison Galeria)

## Exposiciones Destacadas
- Art Basel Miami. Miami, USA, (2024)
- Fabrica Real de Tapices. Madrid, España. (2024)
- Volver a Monsu. Galería Espacio Continuo (Bogotá, Colombia. (2023)
- Tapizar el paisaje. Galería Marli Matsumoto. Sao Paulo, Brasil. (2022)
- El mapa no es el territorio. Mmaison Galería. Bogotá, Colombia. (2022)
- Oficios y territorios. Museo de Arte Moderno de Bogotá.  Bogotá, Colombia. (2022)
- Absence of Landscape. Eduardo Fernandes Galería. São Paulo, Brasil. (2018)
- The way things go. Fondo Regional de Artes del País del Loira, Francia. (2017)
- Unfolding Memories. ANCA Gallery. Canberra, Australia. (2016)
- Encyclopaedia of forgotten things. Belconnen Arts Centre. Canberra, Australia. (2016)
- America Latina 1960 – 2013. Museo Amparo, Puebla, México. (2015)
- Urbes Mutantes. International Center of Photography. Nueva York, USA. (2014 )
- América Latina 1960 – 2013. Foundation Cartier pour l’art contemporain. París, Francia. (2013)
- Essence of Place. Galería Mummery+Schnelle. Londres, Inglaterra (2012)
- A Ciel Ouvert, Le Nouveau Pleinairisme. Musée National des Beaux-arts du Quebec, Canadá.  (2011)
- Lo informe y el límite. Galería Casas Riegner. Bogotá, Colombia. (2010)
- 359º Premio Luis Caballero. Galería Santa Fe. Planetario de Bogotá. Bogotá, Colombia. (2009)
- Prix Pictet Award. Palais de Tokio. París, Francia. (2008)
- Insuflare Galería Nara Roesler. Sao Paulo. Brasi.l (2007)
- Urbes Mutantes. Museo de Arte. Banco de la República. Bogotá, Colombia. (2007)
- LARA.(Latin American Roaming Artists). Galería NC Bogotá, Colombia. (2007)
- Piensa con los sentidos, siente con la mente. 52 Bienal di Venezia. Italia. (2007)
- VII Bienal de Arte de Bogotá. Museo de Arte Moderno. Bogotá, Colombia. (2007)

## Publicaciones
- Trazas, Oficios y Territorios. Bogotá, Universidad Nacional de Colombia - Museo de Arte Moderno, 2022. 342 págs.
- Tapizar el Paisaje. Bogotá, Fundación Gilberto Alzate Avendaño - Alcaldía Mayor de Bogotá, 2020.
- Sol Negro. Mujeres en la Fotografía. Centro de la Imagen. México, 2019.160 págs.
- The way thing fall, Catálogo. Fondo Regional de Arte Contemporáneo. FRAC des Pays de la Loire. Francia. 2017.
- América Latina 1960 – 2013. Foundation Cartier pour l’art contemporain. Paris. Museo Amparo, Puebla. Verona, Artegrafica,  2013. 392 pgs.
- Urbes Mutantes. Museo de Arte. Banco de la Republica. Bogotá. Ediciones Toluca, Editorial RM, 2012. 534 págs.
- Un Atlas: la obra de Rosario López. Natalia Gutiérrez, Scott Mc Leod. Paralelo 10. Bogotá, Universidad Nacional de Colombia, 2012. 224 págs.